# Aeroportul Saidpur
Aeroportul Saidpur (IATA: SPD, ICAO: VGSD) este un aeroport din Bangladesh ce deservește zona Saidpur Upazila⁠(d). Aeroportul a fost tranzitat în 2018 de 313.000 de pasageri.
Situat la o altitudine de 38 m, aeroportul dispune de o singură pistă. Este operat de Civil Aviation Authority of Bangladesh⁠(d).